# Argiope (figlia di Teutrante)
Nella mitologia greca Argiope (Ἄργιόπη) era la figlia del re Teutrante di Misia, che secondo una versione fu la prima moglie di Telefo, al quale diede i figli Tarconte e Tirreno. Forse i due generarono insieme anche Ciparisso.